# Blepharotes rischbiethi
Blepharotes rischbiethi is een vliegensoort uit de familie van de roofvliegen (Asilidae). De wetenschappelijke naam van de soort is voor het eerst geldig gepubliceerd in 2009 door Lavigne & Young.